# 三帶立旗鯛
三帶立旗鯛（學名：Heniochus chrysostomus），又稱金口馬夫魚，俗名南洋關刀，為輻鰭魚綱鱸形目蝴蝶魚科的一個種。

## 分布
本魚分布於印度太平洋區，包括東非、亞丁灣、馬爾地夫、葛摩、模里西斯、塞席爾群島、印度、斯里蘭卡、馬來西亞、安達曼海、泰國、菲律賓、印尼、中國南海、東海、日本、台灣、越南、新幾內亞、所羅門群島、澳洲、馬里亞納群島、馬紹爾群島、密克羅尼西亞、帛琉、諾魯、斐濟群島、東加、吉里巴斯、吐瓦魯、萬納杜、法屬波里尼西亞、墨西哥、加拉巴哥群島、厄瓜多等海域。

## 深度
水深2~20公尺。

## 特徵
本魚乃因其頭和體側有3條黑色斜橫帶，且背鰭第四條鰭棘延長如絲，故其名。體白或略黃，第一條黑帶在背鰭起點前往下延伸，涵蓋眼部而至腹鰭末梢。第二條則起自背鰭第四鰭棘，幾乎和第一條平行。第三條則在背鰭鰭條部的基底部。幼魚則在臀鰭處有枚黑眼斑，且背鰭第四鰭棘較成魚細長。背鰭硬棘11~12枚、軟條21~22枚；臀鰭硬棘3枚、軟條17~18枚。體長可達18公分。

## 生態
本魚喜歡棲息在亞潮帶珊瑚密生的平台和礁坡上，屬肉食性，以珊瑚蟲為主食。

## 經濟利用
為高價值觀賞魚，不供食用。